# Naissance en 1359
Naissance
- 1355
- 1356
- 1357
- 1358
- 1359
- 1360
- 1361
- 1362
- 1363

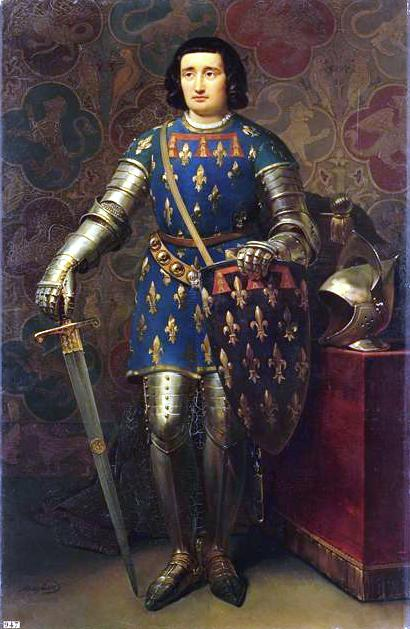
Philippe d'Artois, né en 1359.

Cette page dresse une liste de personnalités nées au cours de l'année 1359  :
- 11 janvier : Go-En'yū, cinquième des prétendants de la Cour du Nord du Japon.
- 15 juillet : Antonio Correr, cardinal italien, un des fondateurs des augustins chanoines réguliers de S. Giorgio in Alga à Venise.

- Francesco II da Carrara, condottiere italien.
- Ashikaga Ujimitsu, guerrier de l'époque Nanboku-chō et deuxième Kantō kubō, (représentant du shogun) du Kamakura-fu.
- Owain Glyndŵr, ou Owain IV de Galles, dernier Gallois à se faire appeler prince de Galles.
- Bernardon de Serres, capitaine pontifical, capitaine général de Florence, vice-roi de Naples pour Louis II d'Anjou, gouverneur d’Asti pour le duc Louis d'Orléans, seigneur de Malaucène, Mollans et Noves.

date incertaine (vers 1359)
- Jean III d'Armagnac, comte d'Armagnac, de Fézensac et de Rodez, vicomte de Carlat.

## Crédit d'auteurs
- Cet article est partiellement ou en totalité issu de l'article intitulé « 1359 » (voir la liste des auteurs).